# Full Service
Full Service: My Adventures in Hollywood and the Secret Sex Lives of the Stars (en español: «Servicio completo: Mis aventuras en Hollywood y la vida secreta sexual de las estrellas») publicado en 2012, es un libro "revelador" sobre las vidas sexuales de las estrellas de Hollywood desde finales de la década de 1940 hasta principios de la década de 1980 de Scotty Bowers, con Lionel Friedberg como autor contribuyente. En él, Bowers hace muchas alegaciones sobre la vida sexual de muchas personas, la mayoría de las cuales asociadas con la industria del cine de Hollywood durante ese período. El libro, que fue examinado por un abogado de difamación antes de su publicación, fue rechazado por varios editores antes de ser finalmente aceptado por Grove Press y Grove/Atlantic. Matt Tyrnauer, director de Valentino: The Last Emperor (2008), produjo un documental sobre la vida de Bowers, titulado Scotty and the Secret History of Hollywood, lanzado en 2017.

## Resumen
Bowers luchó en el Pacífico, incluso en la Batalla de Iwo Jima, como un paramarino (paracaidistas de la Marina) en el Cuerpo de Marines durante la Segunda Guerra Mundial. En 1946 estaba echando gasolina en una estación de servicio en Hollywood cuando dice que Walter Pidgeon le dio $ 20 por un encuentro sexual homosexual. Se corrió la voz sobre Bowers entre los amigos de Pidgeon, y Bowers convirtió la estación de servicio en un lugar de encuentro para encuentros sexuales pagados, que tenían lugar en un remolque u hotel cercano, con sus viejos amigos marinos ayudándolo en el negocio. En 1950 dejó de trabajar en la estación de servicio y comenzó un negocio legítimo como camarero de fiestas. Bowers se hizo conocido en Hollywood por organizar encuentros sexuales para hombres homosexuales, lesbianas, bisexuales y heterosexuales como parte de su servicio de fiesta. En el libro, Bowers afirma que organizó encuentros homosexuales o bisexuales para muchos actores y personas notables. Las actividades ilícitas de Bowers nunca fueron detectadas por las autoridades; mantuvo toda su información de contacto en su cabeza. Durante la popularidad de la película Garganta profunda, Bowers afirma haber arreglado que Linda Lovelace diera instrucciones sobre sexo oral estilo garganta profunda en las fiestas. También afirma haber proporcionado mujeres, en su mayoría prostitutas, a Alfred Kinsey como entrevistadas para su famoso estudio sobre sexualidad humana. Gore Vidal escribió que Bowers era un viejo amigo, y que en cuyas historias creía.
Bowers terminó este negocio cuando comenzó la epidemia de SIDA, aunque continuó trabajando como personal de mantenimiento y camarero durante este tiempo. En 1984 se casó con Lois Broad. Bowers dijo que nunca tomó ningún pago por organizar encuentros sexuales para otros, solo cuando él mismo proporcionó sexo, y que aunque era bisexual, su propia preferencia era por las mujeres. Bowers nunca habló públicamente sobre estas experiencias antes, pero decidió hacerlo porque la mayoría de las personas involucradas estaban muertas y ya no podían verse afectadas por sus revelaciones. El 10 de junio de 2012, Bowers apareció en el programa CBS News Sunday Morning.

## Recepción
Adam Tschorn, escribiendo para Los Angeles Times, describió el libro como conteniendo un ritmo desigual, a veces entrecortado, y mucha prosa extravagante, destacando un pasaje en el que Bowers describe cómo ordeñó una vaca. Aunque consideró que algunos de los detalles eran demasiado para el lector general, escribió que el libro era «una buena lectura de mala calidad». Matt Tyrnauer, escritor de Vanity Fair, describió los relatos de Bowers como «los Informes Kinsey en vivo y a todo color», si el lector le creía. Joanna Walters, en The Guardian, escribió que el libro era un «catálogo fascinante de intriga sexual».

## Adaptación cinematográfica
Matt Tyrnauer, director de Valentino: The Last Emperor (2008), dirigió una adaptación cinematográfica en forma de docudrama titulada Scotty and the Secret History of Hollywood, estrenada en 2017.